# وزارة الضمان والتنمية الاجتماعية (السودان)
 وزارة الضمان والتنمية الاجتماعية هي وزارة اتحادية سودانية أنشئت منذ الحكومة الأولى بعد الاستقلال، ودمجت في فترات سابقة مع بعض الوزارات وتغير اسمها عدة مرات حسب مطلبات المرحلة حتى صدر المرسوم الجمهوري رقم (21) لعام 2017 والقاضي بتغيير اسمها من وزارة الرعاية والضمان الاجتماعي إلى وزارة الضمان والتنمية الاجتماعية والوزارة مسؤلة عن مجموعة من الأنشطة وهي : مكافحة الفقر، المرأة، والأسرة، والطفولة، والتمويل الأصغر، مكافحة التسول، التنمية الاجتماعية، الإرشاد الاسري، الطفولة والأيتام، رعاية المسنين، رعاية المعوقين، رعاية الأحداث، ، ويتولى رئاستها الوزيرة الاستاذة مشاعر الدولب.
ويتكون الهيكل التنضيمي لوزارة الضمان والتنمية الاجتماعية :
وزير الضمان والتنمية الاجتماعية :
- ديوان الزكاة.
- الصندوق الوطني للمعاشات والتأمينات.
- الصندوق الوطني للتأمين الصحي.
- المجلس الوطني للأشخاص ذوي الأعاقة.
- المجلس القومي لرعاية الطفولة.
- مصرف الإدخار والتنمية الاجتماعية.
- مفوضية العون الإنساني.
- المجلس القومي للسكان.
- بنك الأسرة.
- وزير الدولة.
- الوكيل.

وكيل وزارة الضمان والتنمية الاجتماعية :
- الإدارة العامة للشئون الإدارية والمالية.
- الإدارة العامة للتنمية الاجتماعية.
- الإدارة العامة للمرأة.
- الإدارة العامة للرعاية الاجتماعية.
- الإدارة للتخطيط والسياسات والبحوث.
- إدارة مركز المعلومات.
- إدارة التعاون الخارجي.